# Inglourious Basterds
Inglourious Basterds er en film af den amerikanske filminstruktør Quentin Tarantino. Filmen havde premiere i danske biografer d. 28 august 2009, og blev første gang vist ved Cannes Film Festival d. 20. maj samme år. Oprindeligt forventedes filmen at få premiere i 2007, men projektet blev udskudt.
Ved Cannes Film Festival blev filmen nomineret til De Gyldne Palmer og østrigske Christoph Waltz vandt prisen for bedste skuespiller.
Filmen foregår i Frankrig under 2. verdenskrig med Brad Pitt i hovedrollen. Desuden medvirker også Eli Roth i filmen.

## Medvirkende
- Brad Pitt som Lieutenant Aldo Raine
- Christoph Waltz som Hans Landa
- Eli Roth som Donnie Donowitz
- Mélanie Laurent som Shoshanna Dreyfus
- Michael Fassbender som Archie Hicox